# ベルリン山
ベルリン山（ベルリンさん、Mount Berlin）は、南極大陸西部（西南極）マリーバードランドにある火山。南極で6番目に高い楯状火山である。
モールトン山から16km西の、ロス海東岸の近くに位置する。マレンピークとベルリンクレーターという2つの火山が融合した形をしている。火山活動は活発だと考えられ、北縁や西のカルデラでは噴気孔から噴煙が上がっているのが見られる。

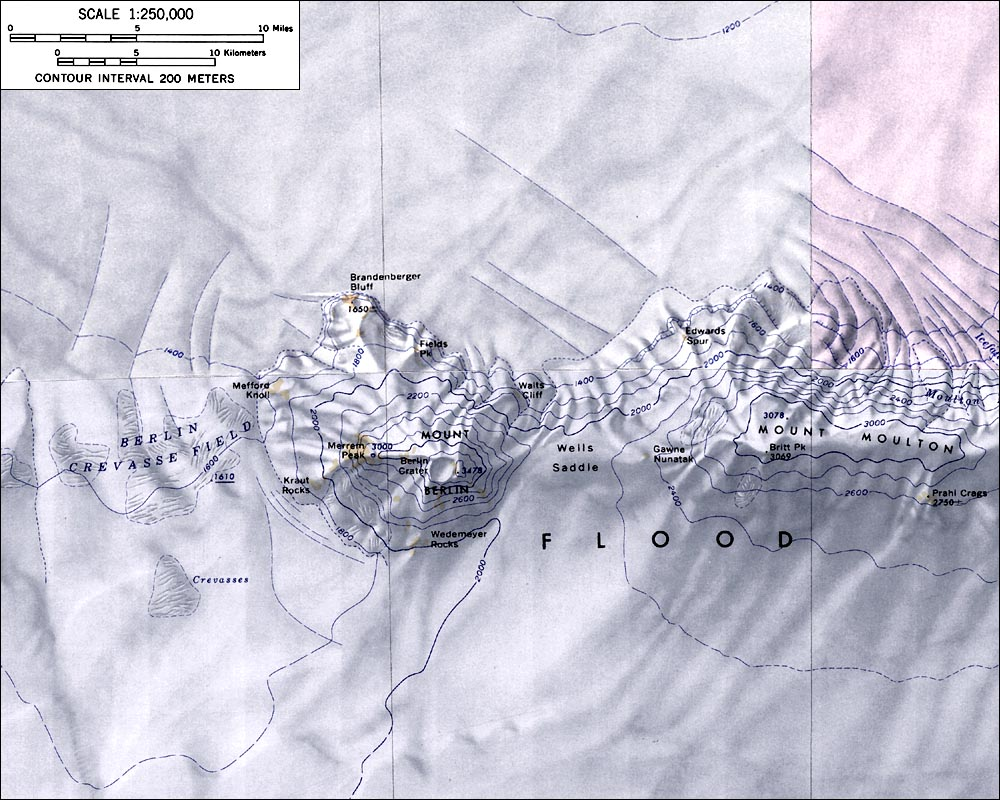
25万分の1の地形図

1934年の11月から12月にかけて、リチャード・バードがロス氷原のリトル・アメリカ基地から飛行調査を行った際に発見された。バード自身はフラッド山と名づけたが、この名前は現在、この山系全体の総称として使われている。その後、1940年12月にこの山で遭難したUSAS隊の隊長であるレオナルド・ベルリンにちなんでUS-SCANが命名した。